# 알바 아우구스트
알바 아우구스트(Alba August, 1993년 6월 6일 ~ )는 스웨덴의 배우이다. 2018 베를린 국제 영화제 슈팅스타상 공동수상자이다.

## 출연 작품
- 나는 결백하다 (2019)
- 비커밍 아스트리드 (2018)
- 스톡홀름의 마지막 연인 (2016)
- 더 네이션 (2015)
- 위 해브 투 토크 (2014)
- 릴라이언스 (2013)